# Netelia facialis
Netelia facialis là một loài tò vò trong họ Ichneumonidae.